# Monte Simón
El monte Simón o Simmons (en inglés: Mount Simon) es una elevación de 488 m s. n. m. ubicada cerca de la localidad de Teal Inlet y al norte del cerro Rivadavia en la isla Soledad, en las Islas Malvinas. Cerca de aquí nace el Arroyo Malo y el río Pedro.